# Roerslev Kirke
Roerslev Kirke er en kirke i landsbyen Roerslev, 400 m nord for Fynske Motorvej og ca. 12 km. øst for Middelfart.

## Historie
Kirken stammer fra 1100-tallet. Den bestod af de ældste dele af det nuværende kor og skib, opført i kampesten, bygget i romansk stil og indviet til Skt. Peter.
I 1400-tallet blev kirken bygget om og udvidet både mod øst og vest. Kirken fik sine hvælvinger i stedet for træloft, og våbenhuset blev bygget til. Sit tårn fik kirken dog først i 1760.